# Billie Jean King Cup 2020-2021
La Billie Jean King Cup 2020-2021, precedentemente nota come Fed Cup 2020, è la 58ª edizione del più importante torneo tennistico per nazionali femminili che si doveva tenere dal 5 febbraio ad aprile 2020 e successivamente rimandata per le finali all'aprile 2021 a causa della pandemia di COVID-19 del 2019-2021.
Da questa edizione, il formato della competizione è cambiato. La modifica principale riguarda la sostituzione del gruppo mondiale con le finali (come già visto a partire dalla Coppa Davis 2019), che si svolgono in un'unica sede e in una sola settimana, con dodici squadre divise in quattro gruppi da tre squadre ciascuno, con i vincitori di ciascun gruppo che avanzano alle semifinali. Gli incontri tra le squadre in questa fase presenteranno due partite di singolare e una di doppio.

## Finali
Le finali della Billie Jean King Cup, a differenza del Gruppo Mondiale delle precedenti edizioni, consistono in quattro gironi composti da tre squadre. Le vincenti di ciascun girone, accedono alla semifinale. Alle finali prendono parte, oltre alle vincitrici del turno di qualificazione, le due finaliste della precedente edizione, la nazione ospitante, più una wild-card.
- Data: 13-18 aprile 2021[2]
- Impianto: Budapest Sports Arena
- Superficie: terra rossa indoor

| Partecipanti | Partecipanti | Partecipanti | Partecipanti | Partecipanti | Partecipanti   |
| Australia    | Belgio       | Bielorussia  | Francia      | Germania     | Rep. Ceca (WC) |
| Russia       | Slovacchia   | Spagna       | Stati Uniti  | Svizzera     | Ungheria (H)   |
| ------------ | ------------ | ------------ | ------------ | ------------ | -------------- |

## Qualificazioni
Le otto nazionali vincenti parteciperanno alle finali. Le otto nazionali perdenti incontreranno le vincitrici del primo gruppo zonale di America, Europa/Africa e Asia/Oceania in un turno di spareggio.
- Data: 7-8 febbraio 2020

| Squadra di casa | Punteggio | Squadra ospite    | Posto         | Impianto                      | Superficie      |
| --------------- | --------- | ----------------- | ------------- | ----------------------------- | --------------- |
| Stati Uniti [1] | 3 – 2     | Lettonia          | Everett       | Angel of the Winds Arena      | Cemento (i)     |
| Paesi Bassi     | 2 – 3     | Bielorussia [2]   | L'Aia         | Sportcampus Zuiderpark        | Terra rossa (i) |
| Romania [3]     | 2 – 3     | Russia            | Cluj-Napoca   | BT Arena                      | Cemento (i)     |
| Brasile         | 0 – 4     | Germania [4]      | Florianópolis | Costão do Santinho Resort     | Terra rossa     |
| Spagna [5]      | 3 – 1     | Giappone          | Cartagena     | Centro de Tenis La Manga Club | Terra rossa     |
| Svizzera [6]    | 3 – 1     | Canada            | Bienne        | Swiss Tennis Arena            | Cemento (i)     |
| Belgio [7]      | 3 – 1     | Kazakistan        | Kortrijk      | SC Lange Munte                | Cemento (i)     |
| Slovacchia      | 3 – 1     | Gran Bretagna [8] | Bratislava    | AXA Aréna NTC                 | Terra rossa (i) |

## Play-off
Le otto nazionali vincenti parteciperanno alle qualificazioni della prossima edizione. Le otto nazionali perdenti retrocederanno nei rispettivi gruppi zonali.
- Data: 16-17 aprile 2021

Teste di serie
- Brasile
- Canada
- Regno Unito
- Giappone
- Kazakistan
- Lettonia
- Paesi Bassi
- Romania

Non teste di serie
- Argentina
- Cina
- India
- Italia
- Messico
- Polonia
- Serbia
- Ucraina

| Squadra di casa | Punteggio | Squadra ospite | Posto            | Impianto                       | Superficie      |
| --------------- | --------- | -------------- | ---------------- | ------------------------------ | --------------- |
| Polonia         | 3 – 2     | Brasile        | Bytom            | Hala na Skarpie                | Cemento (i)     |
| Regno Unito     | 3 – 1     | Messico        | Londra           | National Tennis Centre         | Cemento (i)     |
| Serbia          | 0 – 4     | Canada         | Kraljevo         | Kraljevo Sports Hall           | Cemento (i)     |
| Lettonia        | 3 – 1     | India          | Jūrmala          | National Tennis Centre Lielupe | Cemento (i)     |
| Ucraina         | 4 – 0     | Giappone       | Čornomors'k      | Elite Tennis Club              | Cemento (i)     |
| Romania         | 1 – 3     | Italia         | Cluj-Napoca      | BTarena                        | Cemento (i)     |
| Argentina       | 2 – 3     | Kazakistan     | Córdoba          | Córdoba Lawn Tennis Club       | Terra rossa     |
| Paesi Bassi     | 3 – 2     | Cina           | 's-Hertogenbosch | Maaspoort                      | Terra rossa (i) |

## Zona Americana

### Gruppo I
- Data: 5-8 febbraio 2020
- Impianto: Club Palestino, Santiago, Cile
- Superficie: terra rossa

|  |    | Classifica finale |
|  | -- | ----------------- |
|  | 1. | Argentina Messico |
|  | 3. | Paraguay Colombia |
|  | 5. | Cile              |
|  | 6. | Venezuela Perù    |

## Zona Euro-Africana

### Gruppo I
- Data: 5-8 febbraio 2020
- Impianto 1: Tallink Tennis Center, Tallinn, Estonia
- Impianto 2: Centre National de Tennis, Esch-sur-Alzette, Lussemburgo
- Superficie: cemento indoor

|  |     | Classifica finale               |
|  | --- | ------------------------------- |
|  | 1.  | Ucraina Italia Serbia Polonia   |
|  | 3.  | Estonia Croazia Svezia Slovenia |
|  | 5.  | Austria                         |
|  | 7.  | Bulgaria Turchia                |
|  | 13. | Grecia Lussemburgo              |

### Gruppo II
- Data: 4-7 febbraio 2020
- Impianto: Tali Tennis Center, Helsinki, Finlandia
- Superficie: cemento indoor

|  |    | Classifica finale   |
|  | -- | ------------------- |
|  | 1. | Georgia Danimarca   |
|  | 3. | Tunisia Finlandia   |
|  | 5. | Israele Egitto      |
|  | 6. | Moldavia Portogallo |

### Gruppo III
- Data: 2021
- Impianto: SEB Arena, Vilnius, Lituania
- Superficie: cemento indoor